# Barad
De barad is een verouderde metrische eenheid voor druk afkomstig uit het cgs-eenhedensysteem. De waarde van een barad is 1 dyne per cm2, vertaald in de juiste SI-eenheid 0,1 Pa. Een dyne komt overeen met een kracht van 10−5 N = 10 μN. 1 barad = 10 μN/cm2. De barad is dus een betrekkelijk kleine eenheid voor druk, ongeveer een miljoenste deel van de gewone atmosferische luchtdruk op zeeniveau.
Uit de definitie volgt tevens dat 1 barad overkomt met 1 μbar (druk), 1 dPa en 0,1 N/m2.
Barad wordt aangeduid met het symbool Ba.